# ClickBus
ClickBus é uma plataforma digital brasileira especializada na venda online de passagens rodoviárias. Fundada em 2013 por Eduardo Medeiros e Marcos Sterenkrantz, a empresa faz parte de uma rede global de revendedores de passagens de ônibus criada pela aceleradora alemã Rocket Internet. Desde então, a ClickBus já atendeu mais de 9 milhões de passageiros no Brasil, oferecendo rotas para mais de 4.800 destinos por meio de parcerias com mais de 200 viações.

## História
Em 2013, o empreendedor Eduardo Medeiros, especialista no setor de startups, concebeu a ideia de criar um portal online para venda de passagens de ônibus, em parceria com Marcos Sterenkrantz. A proposta foi apresentada à Rocket Internet GmbH, que decidiu apoiar a iniciativa e atraiu investidores como a empresa de telecomunicações Millicom. Na primeira rodada de investimentos, a ClickBus recebeu um aporte de aproximadamente US$ 2,15 milhões, com participação de diversos investidores.
A plataforma foi projetada para agregar informações sobre viagens de ônibus e permitir que os usuários comprem passagens pelo mesmo preço oferecido pelas empresas de ônibus. Ela também conta com um sistema de reservas simplificado e uma ampla variedade de rotas em cada país de operação. Os usuários podem selecionar datas, preços, partidas e locais de chegada específicos.
Em março de 2025, a ClickBus anunciou a aquisição da RJ Consultores, empresa pertencente à TOTVS, por R$ 49,6 milhões.